# Wukesong Baseball Field
Il Wukesong Baseball Field (cinese semplificato: 五棵松棒球场; cinese tradizionale: 五棵松棒球場; Hanyu Pinyin: Wǔkēsōng Bàngqiúchǎng) è un campo di baseball che si trova vicino al Wukesong Indoor Stadium a Wukesong Culture and Sports Centre di Pechino, Cina. Si tratta di uno dei 9 stadi temporanei presso le sedi delle olimpiadi estive 2008. Esso ha ospitato le partite di baseball.
Il campo di baseball ha una superficie totale di 12 000 metri quadrati e una capacità di 15 000 posti. Esso comprende 3 campi di gioco.